# Harold James (Historiker)

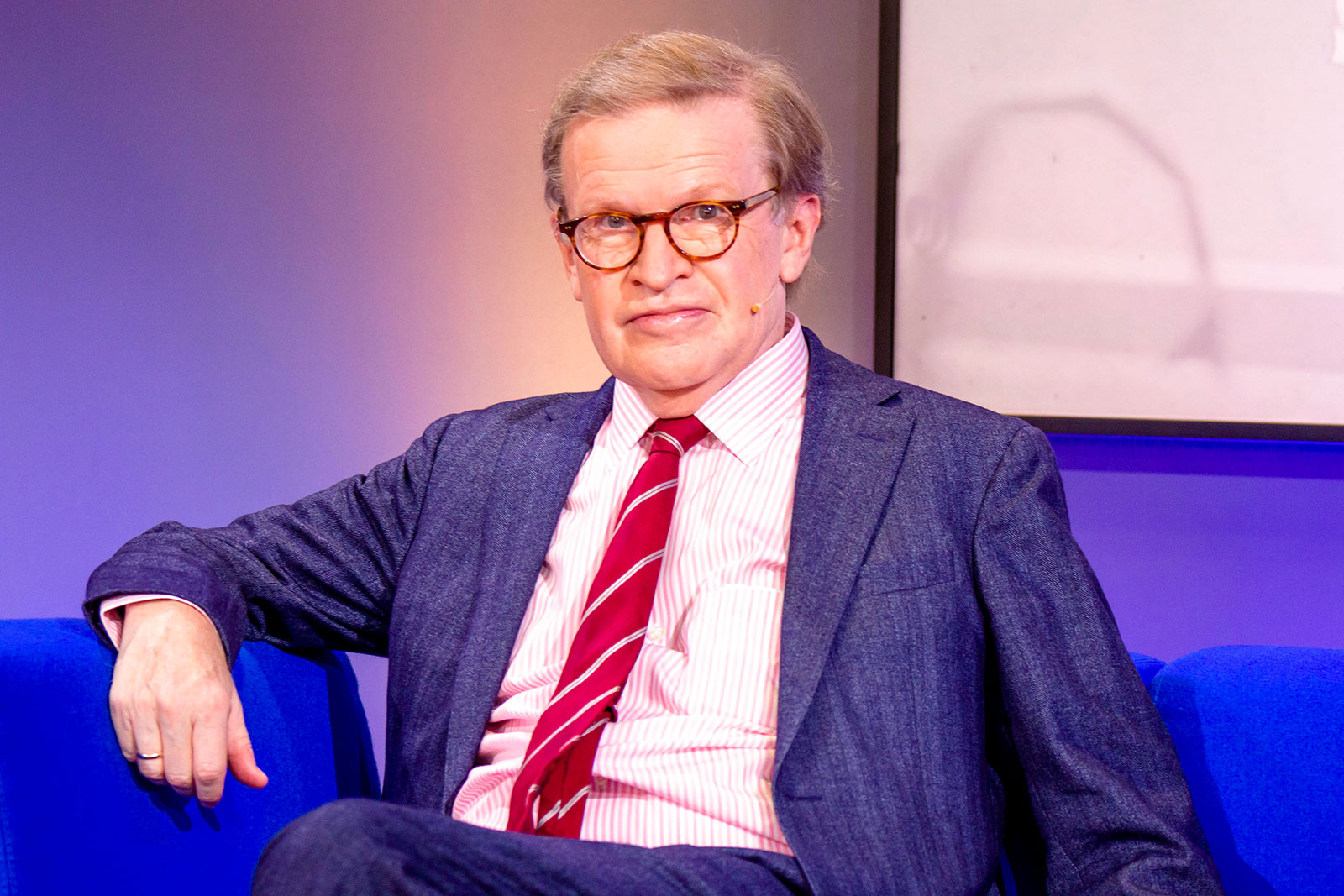
Harold James auf der Frankfurter Buchmesse 2022.

Harold James (* 19. Januar 1956 in Bedford) ist ein britischer Historiker, der auf deutsche Geschichte und auf europäische Wirtschaftsgeschichte spezialisiert ist. Zu beiden Themenbereichen hat James eine große Zahl von Publikationen vorgelegt. Er ist Professor für Geschichte an der Princeton University, außerdem Professor für Internationale Politik an der dortigen Woodrow Wilson School of Public and International Affairs.

## Leben
Harold James wurde in Großbritannien geboren. Er besuchte die Perse School in Cambridge und studierte anschließend am Gonville and Caius College, Cambridge. Er promovierte 1982 am Peterhouse. An der Universität Cambridge erhielt er den Ellen MacArthur Prize für Wirtschaftsgeschichte. Seit 1986 lehrt er in Princeton. 1998/1999 war er als Forschungsstipendiat am Historischen Kolleg in München. 2004 erhielt er vom Deutschen Historischen Institut Washington den Helmut-Schmidt-Preis für Wirtschaftsgeschichte. Die Universität Luzern verlieh ihm 2013 die Ehrendoktorwürde. Er ist Mitherausgeber der Zeitschrift World Politics und Vorsitzender des Academic Council der European Association for Banking and Financial History. Er gilt als „einer der bedeutendsten Wirtschaftshistoriker unserer Tage“.
James spricht fließend Deutsch; seine Mutter stammt aus Norddeutschland.
Er ist verheiratet mit Marzenna Kowalik (* 1964), einer auf sowjetisch-polnische Wirtschaftsbeziehungen spezialisierten Politikwissenschaftlerin; die beiden haben drei Kinder. Marzenna James ist im Department of Politics der Princeton University als Lecturer beschäftigt.

## Deutsche Geschichte
Zu Beginn seiner Karriere konzentrierte sich James auf neuere Deutsche Geschichte, insbesondere auf die Wirtschafts- und Finanzgeschichte der Zwischenkriegszeit. Zu seinen bedeutendsten Beiträgen gehören eine Studie der Deutschen Bank, eine Untersuchung der Rolle der Reichsbank in der Enteignung jüdischer Vermögen in der Zeit des Nationalsozialismus und eine Studie über die deutsche Identität. James’ Betrachtung betont dabei die Rolle einer „wirtschaftlichen Identität“ in der Herausbildung einer gemeinsamen deutschen Identität im 19. Jahrhundert.

## Globalisierung
Harold James hat sich zuletzt ausgiebig mit den wirtschaftlichen Folgen der Globalisierung beschäftigt und dabei besonderen Wert gelegt auf den Vergleich mit früheren Globalisierungsversuchen, die in die Weltwirtschaftskrise (seit 1929) mündeten. James betont den „globalen“ Charakter dieser ursprünglich amerikanischen Krise. Ferner untersucht er gegenwärtige Probleme der Globalisierung im Kontext längerfristiger wirtschaftlicher Entwicklungen, innerhalb derer die Weltkriege und die Weltwirtschaftskrise Unterbrechungen darstellten. Dabei schreibt er Familienunternehmen in Phasen des Marktversagens und des Verlusts der staatlichen Ordnungsfunktion eine wichtige Stabilisierungsfunktion zu. Die Rolle der Familienunternehmen sei in dem von Kriegen, Revolutionen und Inflation heimgesuchten Europa stärker ausgeprägt als etwa in den Vereinigten Staaten.

## Werke (Auswahl)
als Autor
- Reichsbank and Public Finance in Germany, 1924–1933. A study of the politics of economics during the great depression. Knapp Verlag, Frankfurt/M. 1985, ISBN 3-7819-0321-4.
- The German slump. Oxford University Press, 1986, ISBN 978-0-19-821972-9.
  - Deutschland in der Weltwirtschaftskrise. DVA, Stuttgart 1988, ISBN 3-421-06476-8.
- A German identity. Routledge, New York 1989, ISBN 978-0-415-90180-2.
  - Deutsche Identität 1770–1990. Campus-Verlag, Frankfurt/M. 1991, ISBN 3-593-34452-1.
- When the Wall Came Down. Reactions of German unification. Routledge, New York 1992, ISBN 0-415-90589-3.
- Vom Historikerstreit zum Historikerschweigen. Die Wiedergeburt des Nationalstaates. Siedler, Berlin 1993, ISBN 3-88680-410-0.
- International Monetary Cooperation Since Bretton Woods. Oxford University Press, New York 1996, ISBN 0-19-510448-X.
- Rambouillet, 15. November 1975. Die Globalisierung der Wirtschaft. dtv, München 1997, ISBN 3-423-30615-7.
- Monetary and Fiscal Unification in Nineteenth Century Germany (= Essays in international finance. Bd. 202). Princeton University Press, Princeton, N.J. 1997, ISBN 0-88165-109-5.
- mit Carl-Ludwig Holtfrerich und Manfred Pohl: Requiem auf eine Währung. Die Mark, 1873–2001. DVA, Stuttgart 2001, ISBN 3-421-05568-8.
- Verbandspolitik im Nationalsozialismus. Von der Interessenvertretung zur Wirtschaftsgruppe. Piper, München 2001, ISBN 3-492-04335-6.
- The Deutsche Bank and the Nazi economic war against the Jews. 2001.
  - Die Deutsche Bank und die „Arisierung“. Beck, München 2001, ISBN 3-406-47192-7.
- Interwar Depression in an International Context. Oldenbourg Verlag, München 2002, ISBN 3-486-56610-5.
- Die Deutsche Bank im Dritten Reich. Beck, München 2003, ISBN 3-406-50955-X.
- The end of globalization. 2001.
  - Der Rückfall. Die neue Wirtschaftskrise. Piper, München 2003, ISBN 3-492-04488-3.
- Europe reborn. 2003.
  - Geschichte Europas im 20. Jahrhundert. Fall und Aufstieg 1914–2001. Beck, München 2004, ISBN 3-406-51618-1.
- Nazi Dictatorship and the Deutsche Bank. Cambridge University Press, Cambridge 2004, ISBN 0-521-83874-6.
- Family capitalism. Wendels, Haniels, Falcks, and the Continental European Model. Belknap Press, 2006, ISBN 978-0-674-02181-5.
  - Familienunternehmen in Europa. Beck, München 2005, ISBN 3-406-53510-0.
- The Roman Predicament. How the Rules of International Order Create the Politics of Empire. Princeton University Press, Princeton (N.J.) 2008, ISBN 978-0-691-13635-6.
- Krupp. Deutsche Legende und globales Unternehmen. Beck, München 2011, ISBN 978-3-406-62414-8.
- Making the European Monetary Union, mit einem Vorwort von Mario Draghi. Harvard University Press, Cambridge (Massachusetts) 2012, ISBN 978-0-674-06683-0.
- mit Markus Brunnermeier und Jean-Pierre Landau: Euro. Der Kampf der Wirtschaftskulturen. Beck, München 2018, ISBN 978-3-406-71233-3 (Übersetzung von The Euro and the Battle of Ideas. Princeton University Press, Princeton 2016, ISBN 978-0-691-17292-7).
- The War of Words. A Glossary of Globalization. Yale University Press, New Haven 2021, ISBN 978-0-300-25829-5.
  - Der Krieg der Worte. 16 Schlüsselbegriffe im Kampf um die Weltordnung, Verlag Herder, Freiburg, 2024
- Schockmomente – Eine Weltgeschichte von Inflation und Weltgeschichte 1850 bis heute. Herder Verlag, Freiburg 2022, ISBN 978-3-451-39325-9.
- Seven Crashes: The Economic Crises That Shaped Globalization. Yale University Press, New Haven 2023, ISBN 978-0-300-26339-8.
- The IMF and the European Debt Crisis. IMF, ISBN 979-8-4002-3190-2.
- mit Marzenna James: Ein Bankier im Widerstand.[6] Über Feliks Młinarsky.

als Herausgeber
- mit Christoph Buchheim: Zerrissene Zwischenkriegszeit. Wissenschaftshistorische Beiträge. Knut Borchardt zum 65. Geburtstag. Nomos Verlag, Baden-Baden 1994, ISBN 3-7890-3367-7.
- mit Christian Leitz: Third Reich. The Essential Readings. Blackwell, Oxford 1999, ISBN 0-631-20700-7.
- mit Jakob Tanner: Enterprise in the Period of Fascism in Europe. Ashgate Publ., Aldershot 2002, ISBN 0-7546-0077-7.
- Role of Banks in the Interwar Economy. Cambridge University Press, Cambridge 2002, ISBN 0-521-52268-4.
- The Interwar Depression in an International Context (= Schriften des Historischen Kollegs. Kolloquien. Bd. 51). Oldenbourg Verlag, München 2002, ISBN 978-3-486-56610-9 (Digitalisat).
- International Financial History in the Twentieth Century. System and anarchy. Washington, D.C. 2003; University Press, Cambridge 2010, ISBN 978-0-521-14366-0.